# Шейсетична система
Шесйсетичната бройна система, известна също като система с основа 60, е бройна система с основа числото 60. Произхожда от древните шумери през 3-тото хилядолетие пр. н. е., предава се на древните вавилонци и все още се използва в модифицирана форма – за измерване на време, ъгли и географски координати.
Числото 60 е съставно число с дванадесет делителя, а именно: 1, 2, 3, 4, 5, 6, 10, 12, 15, 20, 30 и 60, от които 2, 3 и 5 са прости числа. То е най-малкото число, което се дели без остатък на толкова много делители и затова в тази система се опростява много изписването на дроби. Например един час може да бъде точно разделен на части от 30 минути, 20 минути, 15 минути, 12 минути, 10 минути, 6 минути, 5 минути, 4 минути, 3 минути, 2 минути и 1 минута. 60 е най-малкото число, което се дели на всяко число от 1 до 6; това е най-малкото общо кратно на 1, 2, 3, 4, 5 и 6.
В тази статия всички шестдесетични цифри са представени като десетични числа, освен където е отбелязано друго. Например най-голямата шестдесетична цифра е 59.

## Произход
Според Ото Нойгебауер произходът на шейсетичната система не е толкова прост, последователен или уникален във времето, както често се представя. По време на многовековната им употреба, която продължава и днес за специализирани теми като измерване на време, ъгли и астрономически координатни системи, шейсетичните обозначения винаги са съдържали силно скрит подтекст на десетични обозначения, като например в това как да се записват шейсетичните цифри. Използването им винаги е включвало (и продължава да включва) несъответствия в това къде и как трябва да се представят числата с различни основи дори в рамките на един и същи текст.
Най-мощният двигател за стриктно и последователно използване на шейсетична бройна система винаги са били математическите предимства при записване и изчисляване на дроби. В древните текстове това личи от факта, че шейсетичният запис се използва най-често и последователно в математическите таблици с данни. Друг практически фактор, който спомага за разширяване на използването на системата в миналото, макар и по-малко последователно, отколкото в математическите таблици, са категоричните предимства за търговци и купувачи с цел улесняване на ежедневните финансови трансакции, когато те включват пазарене и разделяне на по-големи количества стоки. В края на 3-тото хилядолетие пр. н. е. шумерските/акадските единици за тегло включват kakkaru (талант, приблизително 30 kg), разделен на 60 manû (мина), който е допълнително подразделен на 60 šiqlu (шекел); потомците на тези единици са се запазили в продължение на хилядолетия, въпреки че древните гърци по-късно преобразуват това в по-съвместимото с основа 10 съотношение, като шекел е една 50-а от мината.
Освен математическите таблици, несъответствията в начина, по който са представени числата в повечето текстове, касаят дори най-основните клинописни символи, използвани за представяне на числени величини. Например клинописният символ за 1 е елипса, начертана чрез притискане на заобления край на стилуса под ъгъл към глината, докато шейсетичният символ за 60 е по-голям овал или „голямо 1“. Но в рамките на същите текстове, в които са използвани тези символи, числото 10 е представяно като кръг, направен чрез прилагане на кръглия край на стилуса перпендикулярно на глината, а за представяне на 100 се използва по-голям кръг или „голямо 10“. Такива цифрови символи за количество с различна основа могат да се смесват един с друг, включително и със съкращения, дори в рамките на едно число. Детайлите и дори загатнатите порядъци (тъй като нулата не се използва последователно) са специфични за конкретните периоди от време, култури и концепции. Въпреки че такива зависими от контекста представяния на числови величини днес са лесни за критикуване в ретроспекция, все още има десетки редовно използвани примери за смесване на основи, включително скорошното нововъведение за добавяне на десетични дроби към шейсетични астрономически координати.

### Вавилонска математика
Шейсетичната система, използвана в древна Месопотамия, не е чиста бройна система с основа 60, защото не използва 60 различни символа за своите цифри. Вместо това клинописните цифри използват десет като подоснова чрез нотация на непозиционна система: шейсетичната цифра е съставена от група тесни, клиновидни знаци, представляващи до девет единици (, , , , ..., ) и група от широки, клиновидни знаци, представляващи до пет десетици (, , , , ). Стойността на цифрата е сумата от стойностите на нейните съставни части:
Числата, по-големи от 59, са обозначени с множество символни блокове в тази форма в позиционна нотация. Тъй като липсва символ за нула, не винаги е веднага очевидно как трябва да се тълкува дадено число и истинската му стойност понякога трябва да се определи от неговия контекст. Например символите за 1 и 60 са идентични. По-късните вавилонски текстове използват заместител (), за да представят нула, но само в средните позиции, а не отдясно на числото, както при числа като 13 200.